# Adventures of Lolo
Adventures of Lolo és un videojoc de trencaclosques llançat el 1989 per HAL Corporation per la Nintendo Entertainment System. Està basat en la saga de videojocs japonesos Eggerland.

## Curiositats
- Hi ha la versió hackejada anomenada Challenging Lolo.
- Lolo i Lala han aparegut en diversos jocs de Kirby sota el pseudònim "Lololo and Lalala".